# حزقيال سيلفا
حزقيال سيلفا (بالإسبانية: Juan Silva)‏ (29 سبتمبر 1990 بتشيلي - ) هو لاعب كرة قدم تشيلي في مركز الوسط. لعب مع ديبورتيس ميليبيلا.

## وصلات خارجية
- حزقيال سيلفا على موقع قاعدة بيانات كرة القدم.إي يو (الإنجليزية)
- حزقيال سيلفا على موقع قاعدة بيانات كرة القدم.إي يو (الإنجليزية)
- حزقيال سيلفا على موقع قاعدة بيانات كرة القدم.إي يو (الإنجليزية)
- حزقيال سيلفا على موقع Soccerway.com (الإنجليزية)